# Lucia Bronzetti
Lucia Bronzetti (Rímini, 10 de diciembre de 1998) es una tenista italiana.
Bronzetti tiene un ranking de individuales WTA más alto de su carrera, No. 46, logrado el 8 de abril de 2024. También tiene un ranking WTA más alto de su carrera, No. 375 en dobles, logrado el 18 de abril de 2022.
Hizo su debut en el cuadro principal del WTA Tour en 2021, en el Italian Open en Roma, en pareja con su compatriota Nuria Brancaccio, después de recibir un wildcard.

## Títulos WTA (1; 1+0)

### Individual (1)
| Leyenda              |
| -------------------- |
| Grand Slam (0)       |
| Juegos Olímpicos (0) |
| WTA Finals (0)       |
| WTA 1000 (0)         |
| WTA 500 (0)          |
| WTA 250 (1)          |

| N.º | Fecha              | Torneo | Superficie    | Oponente en la final | Resultado     |
| --- | ------------------ | ------ | ------------- | -------------------- | ------------- |
| 1.  | 27 de mayo de 2023 | Rabat  | Tierra batida | Julia Grabher        | 6-4, 5-7, 7-5 |

#### Finalista (3)
| N.º | Fecha                | Torneo      | Superficie    | Oponente en la final | Resultado     |
| --- | -------------------- | ----------- | ------------- | -------------------- | ------------- |
| 1.  | 24 de julio de 2022  | Palermo     | Tierra batida | Irina-Camelia Begu   | 2-6, 2-6      |
| 2.  | 1 de julio de 2023   | Bad Homburg | Hierba        | Kateřina Siniaková   | 2-6, 6-7(5)   |
| 3.  | 9 de febrero de 2025 | Cluj-Napoca | Dura (i)      | Anastasia Potapova   | 6-4, 1-6, 2-6 |